# Marion Poitevin
Marion Poitevin, née en 1985, est une pionnière en France parmi différentes professions de la montagne, militaire puis instructrice. Elle est aussi secouriste et guide de haute montagne. Elle a été notamment la première femme admise au groupe militaire de haute montagne, la première femme au sein de l’équipe d’alpinisme d’élite de l’armée de terre, la première instructrice à l’École militaire de haute montagne et la première femme CRS montagne. 

## Biographie
Marion Poitevin est née en 1985 à Nancy, mais grandit  à La Roche-sur-Foron en Haute-Savoie,,. Ses parents sont des enseignants et des sportifs.  Sa mère est une kayakiste et une professeur des écoles. Son père l'initie à l'escalade. Juste avant sa dernière année de lycée, elle se rend un an, en famille d'accueil, aux États-Unis. Dans les montagnes Rocheuses du Colorado, elle s'exerce sur les parois américaines et emmène même ses parents en haut d’un sommet de 4 270 mètres. Son bac obtenu, elle s'installe à Grenoble pour étudier les langues étrangères appliquées. Obtenir un diplôme universitaire, « c’était le deal parental », explique-t-elle. Elle étudie, tout en s’entraînant à l’escalade le week-end. 
En 2006,  elle est admise dans la première équipe nationale d’alpinisme féminine qui vient d'être créée par la Fédération française des clubs alpins et de montagne. Elle déménage cette fois pour Chamonix. En 2008, elle rencontre Thomas Faucheur, qui commande le Groupe militaire de haute montagne (le GMHM), rassemblant parmi les meilleurs alpinistes de l’armée française. Il lui indique recruter et l'incite à se porter candidate,. À 23 ans, elle est admise, et devient la première femme au sein de ce groupement,,. Elle participe en 2010 aux Jeux mondiaux militaires d'hiver. Mais trois ans et demi plus tard, en 2012, elle démissionne du GMHM, notamment en raison des remarques sexistes subies.
Elle devient alors instructrice à l’École militaire de haute montagne, fonde aussi un club d'alpinisme pour femmes, Lead The Climb, et obtient le diplôme de guide de haute montagne. En 2015, elle quitte l’armée et entre aux CRS Alpes,  seule cheffe d’équipe de secours au sein de cette unité spécialisée de la police,  et première femme instructrice au Centre national d’entraînement à l’alpinisme et au ski de la police,,. Elle vit dans un village savoyard. Elle intervient aussi sur les réseaux sociaux pour rendre les femmes en montagne plus visibles et décrit son parcours personnel dans un ouvrage publié en 2022 :  Briser le plafond de glace. Une pionnière en alpinisme, aux Éditions Guérin-Paulsen.